# Мармус Володимир Васильович

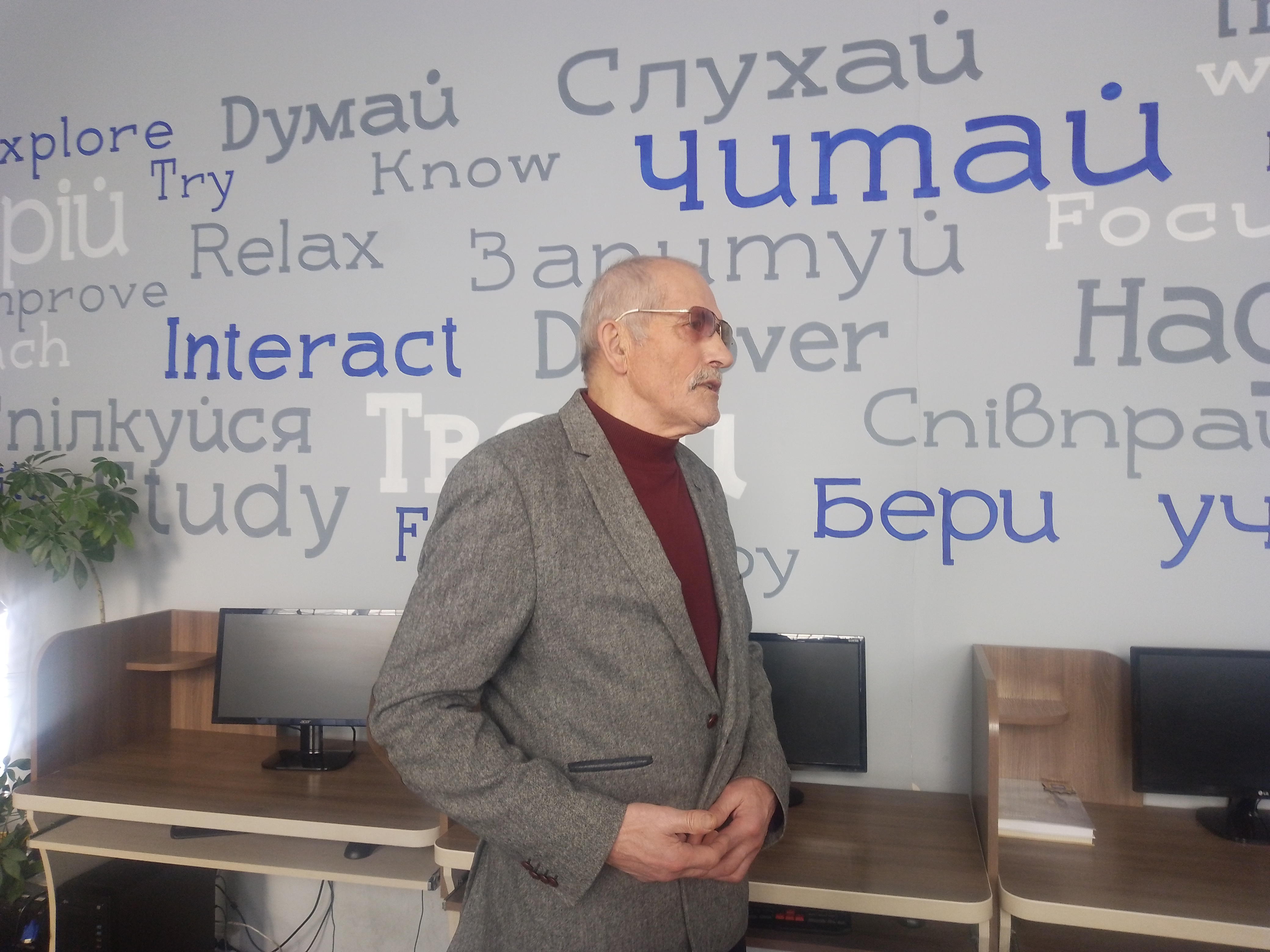
Володимир Мармус на показі фільму "Росохацька група" в Центральній міській бібліотеці для дорослих (Тернопіль)

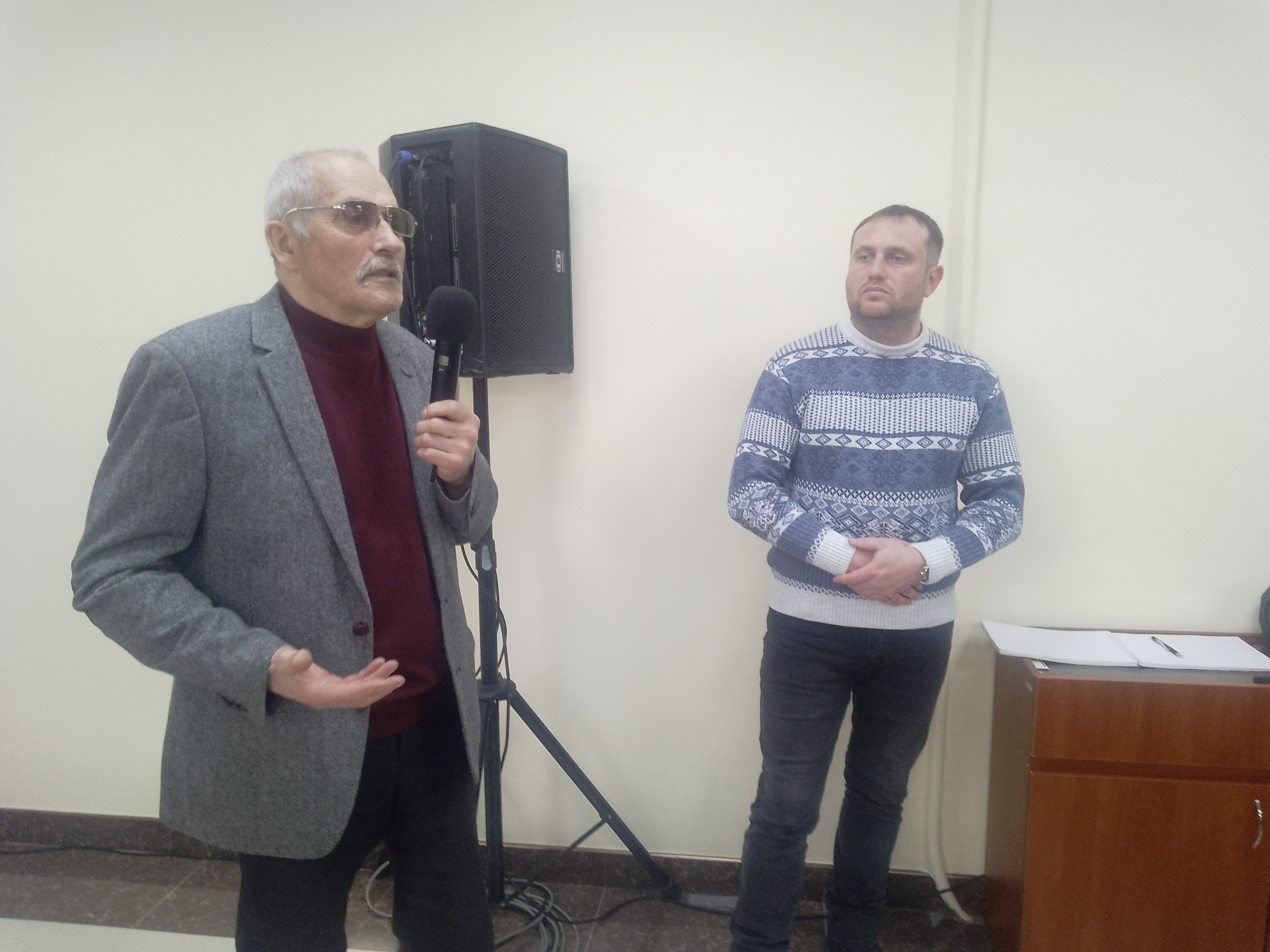
Володимир Мармус та Сергій Волянюк в Музеї національно-визвольної боротьби Тернопільщини на показі фільму "Росохацька група" під час кіномарафону "Синьо-жовта стрічка"

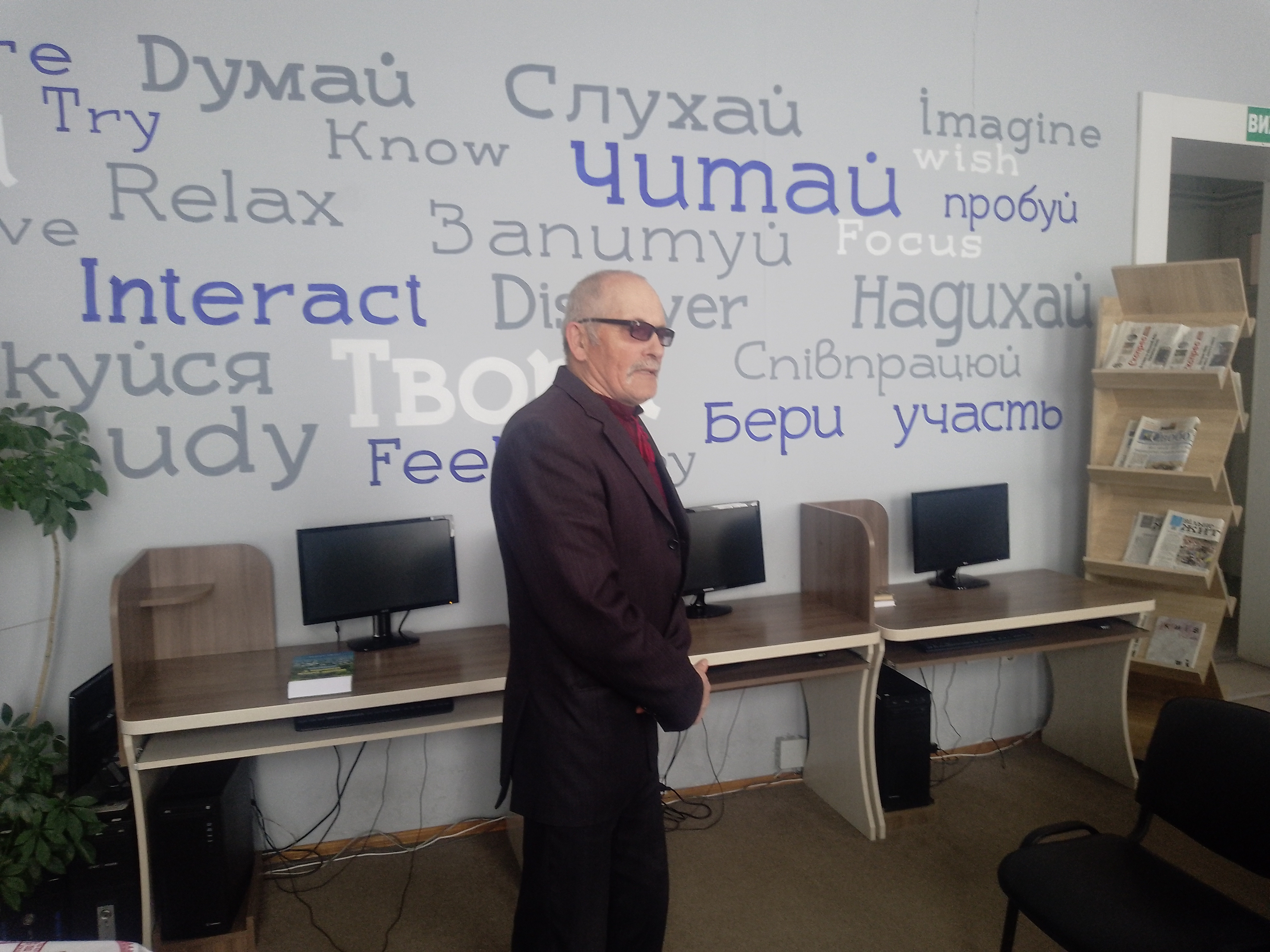
Володимир Мармус на зустрічі з творчою молоддю 22 березня 2024 у Центральній міській бібліотеці для дорослих Тернополя

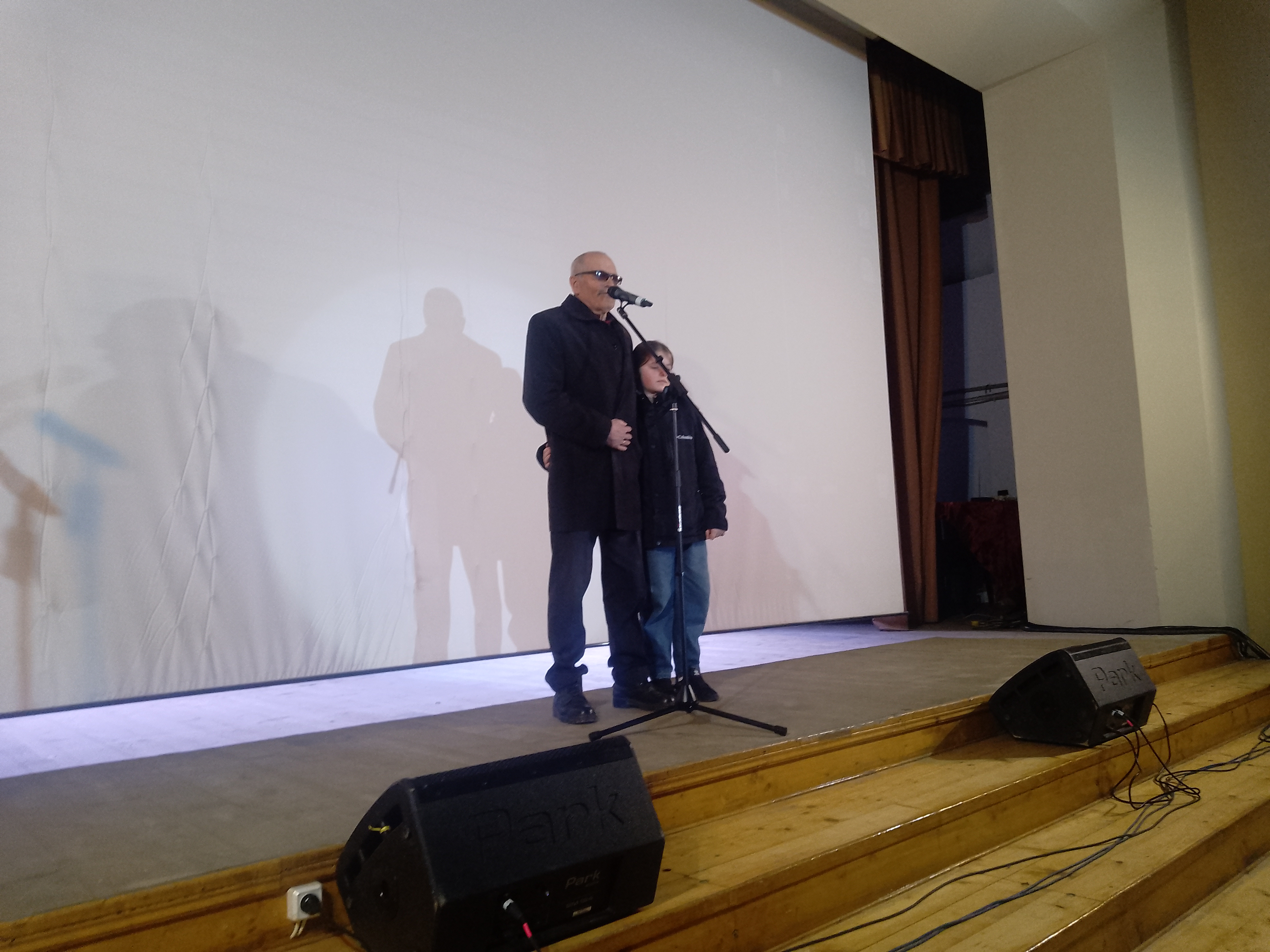
На урочистому заході у Центрі культурних послуг ім. Катерини Рубчакової з нагоди 75-річчя з внучкою Софійкою

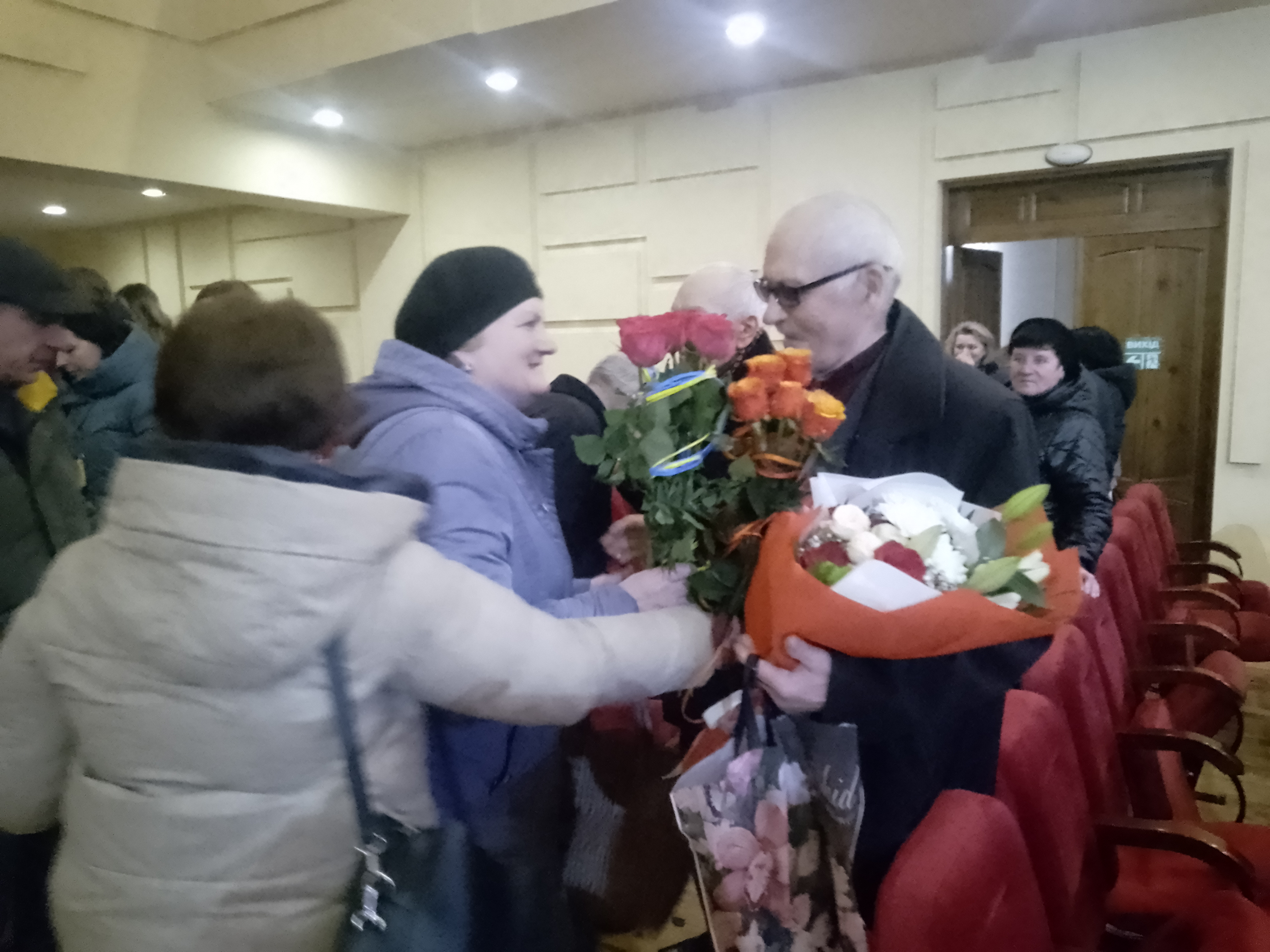
Вітання ювілярові у чортківському Центрі культурних послуг ім. Катерини Рубчакової з нагоди 75-ліття

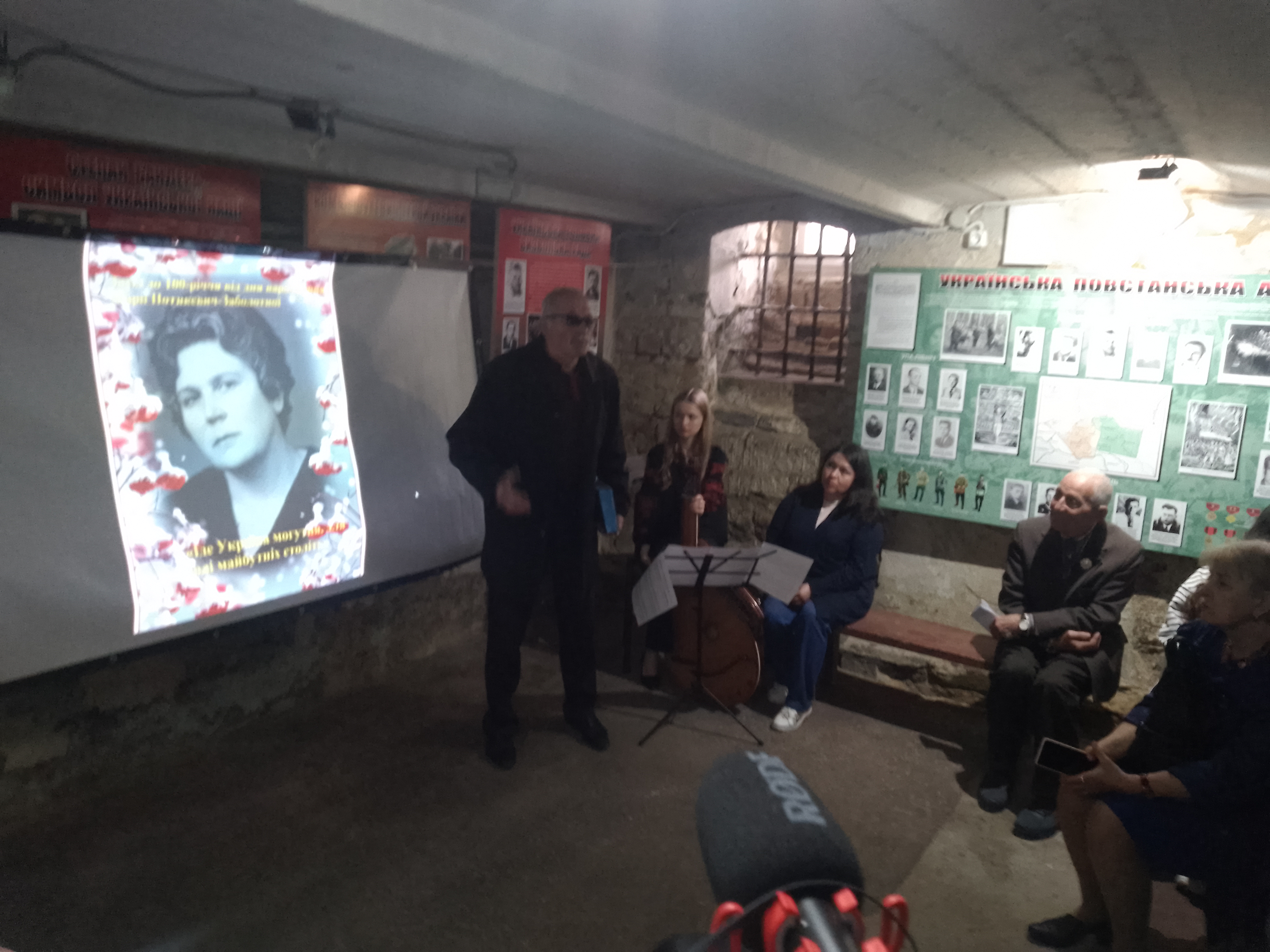
Володимир Мармус на ювілейному заході до 100-річчя Марії Потикевич-Заболотної

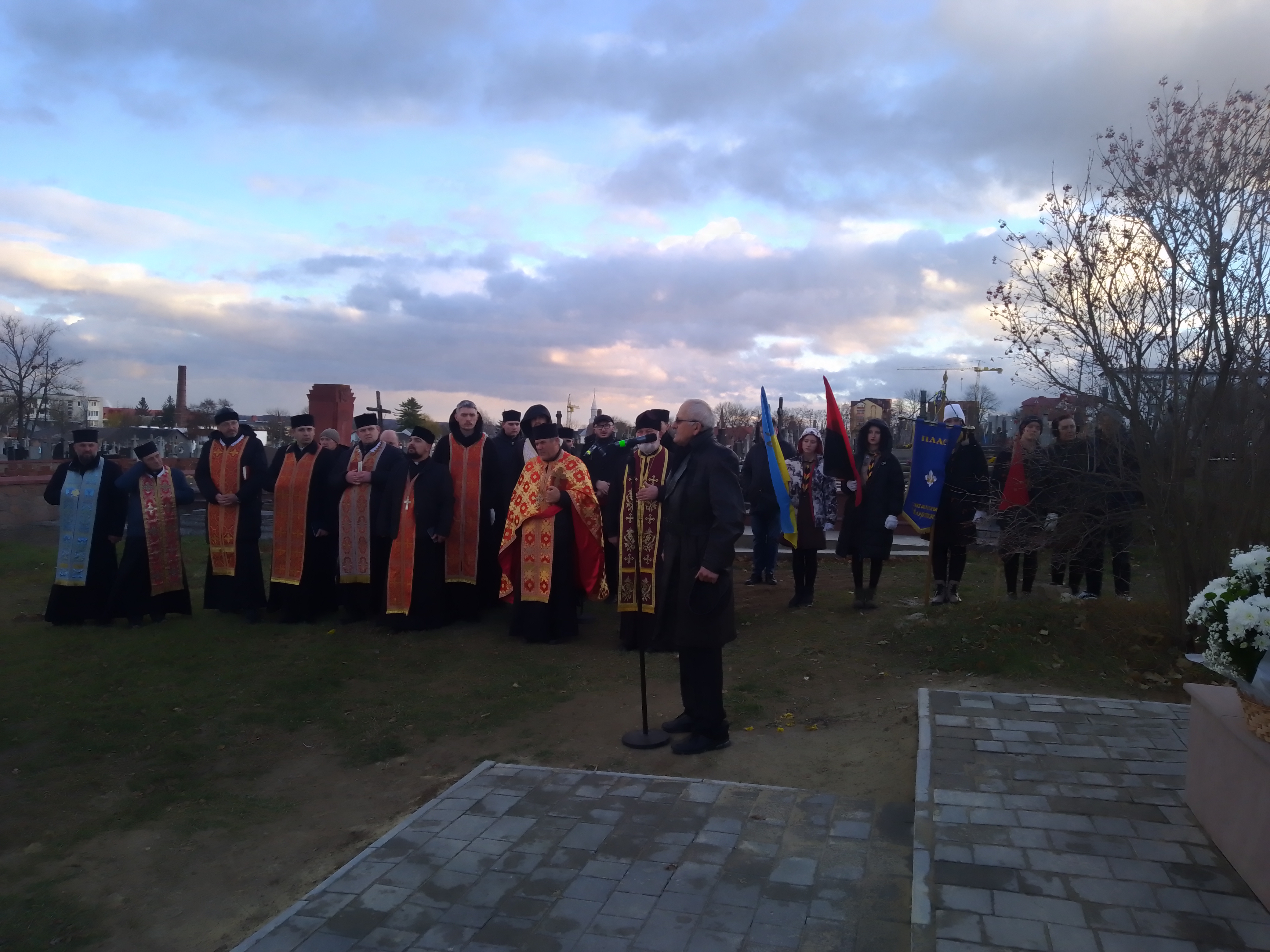
Виступ на освяченні фігури Архистратига Михаїла 21 листопада 2024 року

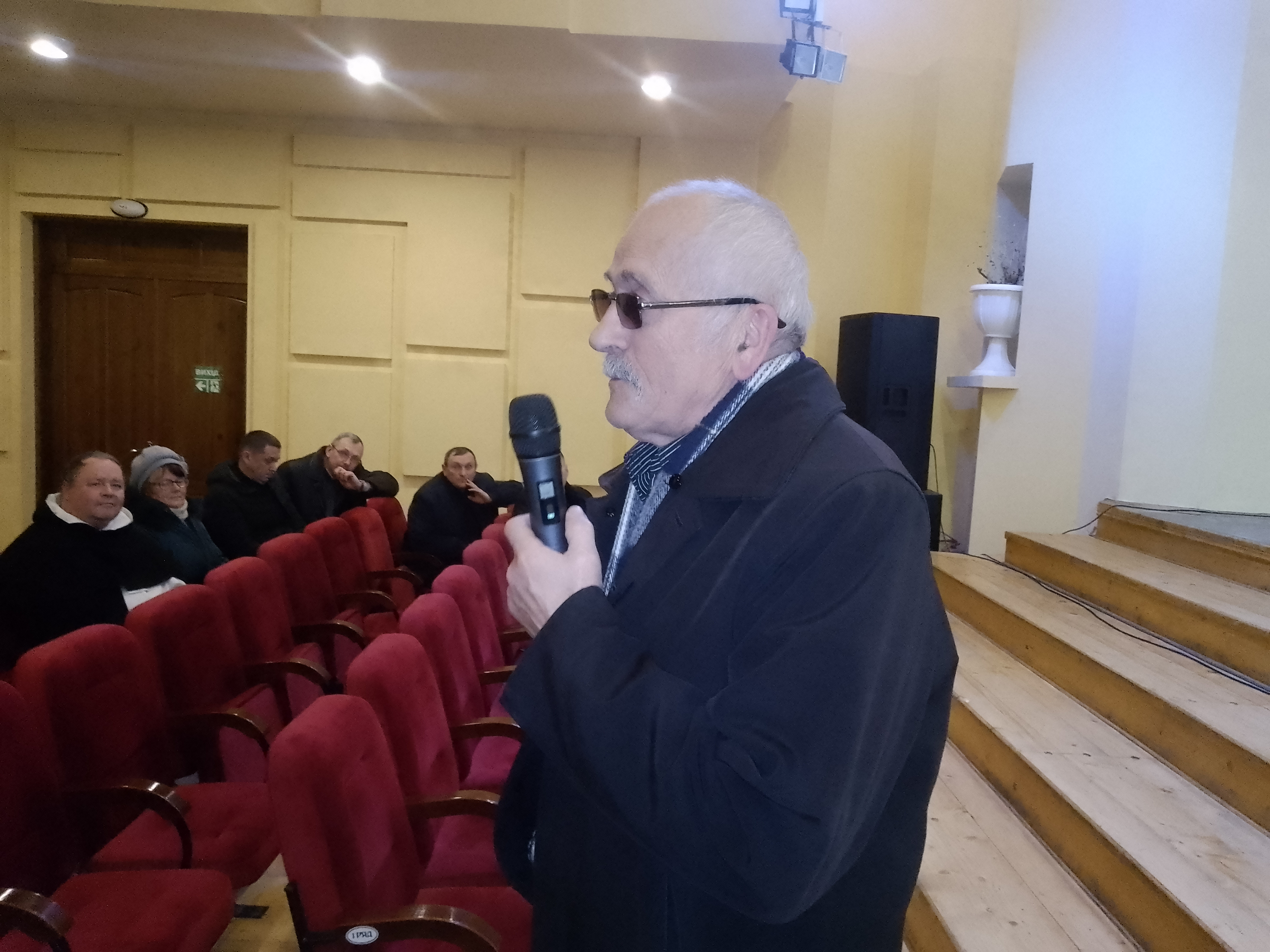
Володимир Мармус на прем'єрі фільму "Вони дивляться на нас з неба..." в Чорткові

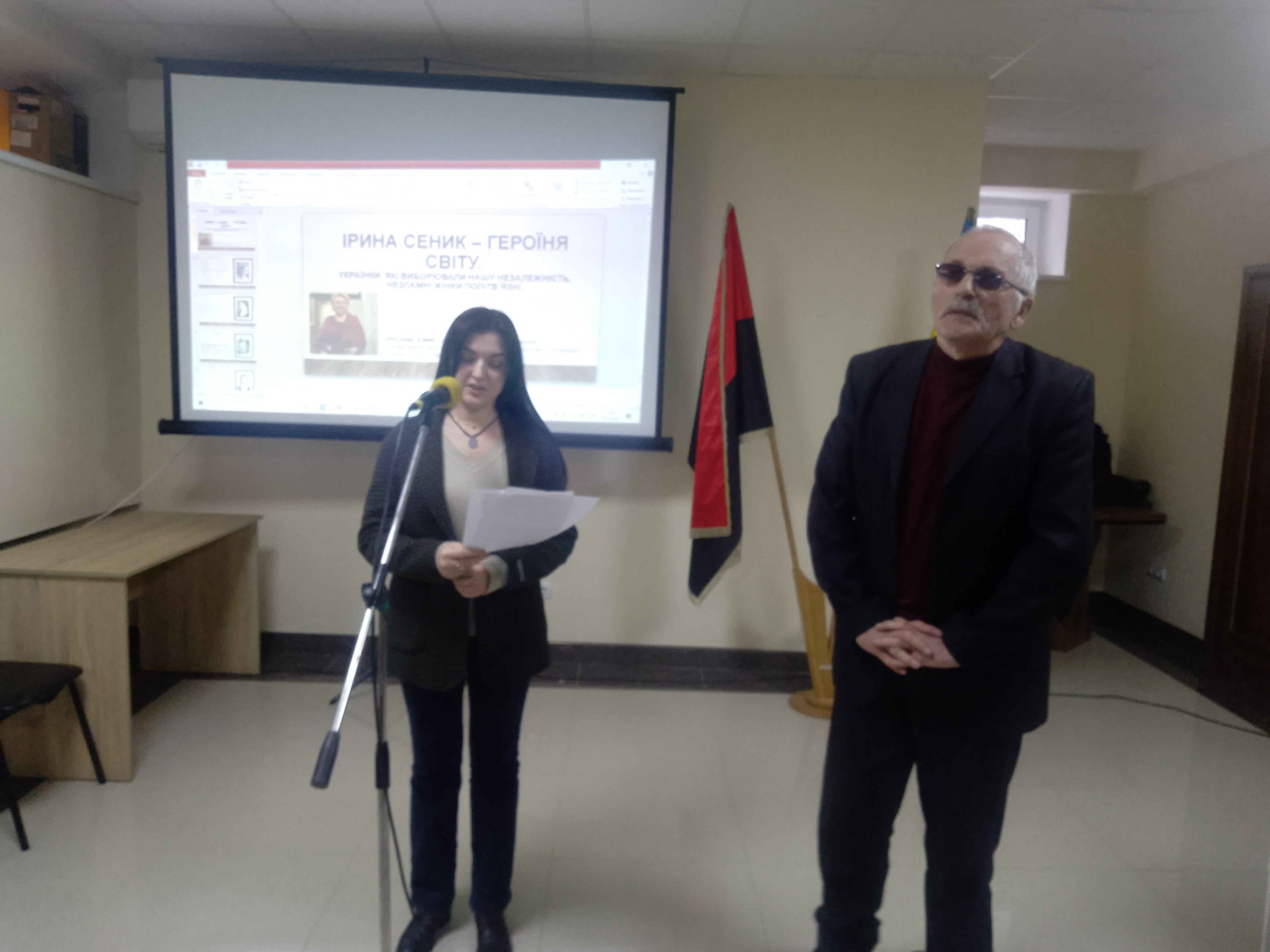
Володимир Мармус та Юлія Лукіша читають листи Ірини Сеник

Володимир Васильович Мармус (нар. 21 березня 1949, с. Росохач, нині Україна) — український громадсько-політичний діяч, учасник національно-визвольних змагань, літератор, правозахисник. Засновник і лідер «Росохацької групи».
Батько українського музиканта, військовослужбовця, учасника російсько-української війни Василя Мармуса. Брат українського громадсько-політичного діяча Миколи Мармуса.

## Життєпис

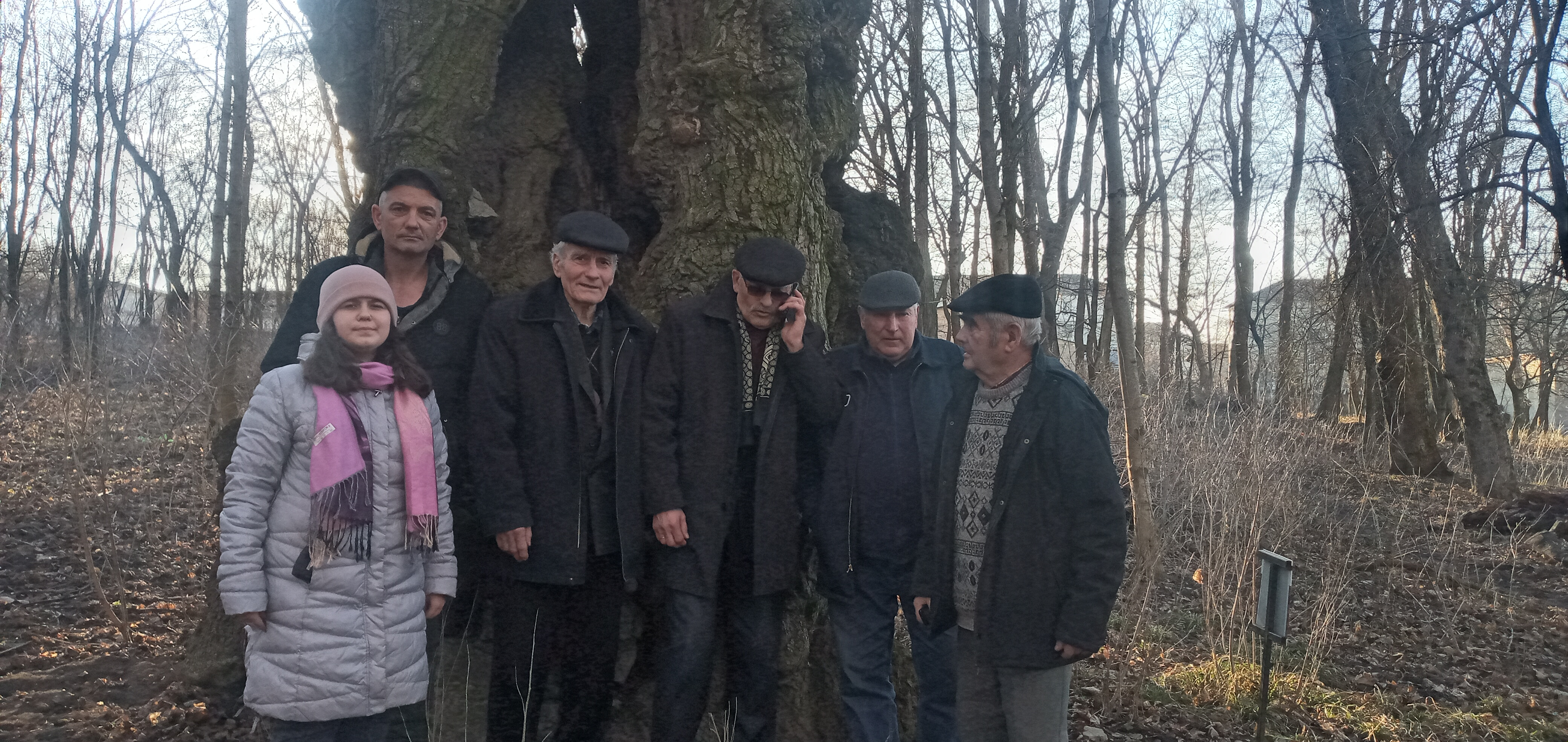
Учасники Росохацької групи біля 560-річної липи у Скала-Подільському парку

Володимир Мармус народився 21 березня 1949 року в селі Росохачі, нині Чортківської громади Чортківського району Тернопільської області України.
Закінчив Львівське ремісниче училище (1969), історичний факультет Тернопільського державного педагогічного університету (2004). Працював на Чортківському відгодівельному підприємстві, заступником директора Чортківської станції юних техніків (1996—1997), консультантом заступника голови з гуманітарних питань (1997—2002), головним спеціалістом служби у справах неповнолітніх (2002—?) Чортківської РДА.

### Громадсько-політична діяльність
Член Української гельсінської групи (1988), від 1989 — голова її районної організації, член Всеукраїнського товариства політв'язнів і репресованих «Меморіал», Народного руху України. Голова районної організації Української республіканської партії (1990—1997), від 1997 — голова районної організації Республіканської Християнської партії.
Ініціатор створення в листопаді 1972 року і керівник національно-патріотичної підпільної організації, учасниками якої була молодь із с. Росохач: Петро Винничук, Петро Вітів, Андрій Кравець, Микола Лисий, Микола Мармус, Степан Сапеляк, Микола Слободян, Володимир Сеньків.
Написав листівки: «Свободу українським патріотам!» (про репресії 1972-1973 проти інакодумців), «Ганьба політиці русифікації!», «Хай живе зростаючий український патріотизм!».
Вночі 21/22 січня 1973-го року Володимир разом з іншими членами підпільної організації вивісили у місті Чортків чотири синьо-жовті прапори та 19 листівок з нагадуванням про те, що за 55 років до того Центральна Рада своїм IV Універсалом проголосила Україну незалежною державою. Учасники акції були заарештовані органами КДБ. 24 вересня 1973 року судова колегія Тернопільського обласного суду винесла вирок, яким за «антирадянську агітацію і пропаганду», «вчинення особливо небезпечних державних злочинів», «незаконне носіння, зберігання вогнепальної зброї» засудила Володимира Мармуса до 6 років позбавлення волі у колонії суворого режиму з наступним засланням на 5 років.
Депутат Тернопільської обласної ради (1990, 1998, 2002).
Разом з побратимами веде активну просвітницьку роботу.
Володимир Мармус виділив власні кошти, щоб відновити військове кладовище вояків Української Галицької Армії, що на центральному кладовищі м. Чорткова по вул. Ст. Бандери. 21 листопада 2024 року в голові захоронень вояків УГА встановлено фігуру Архистратига Михаїла авторства Михайла Кульчицького та Романа Вільгушинського. Разом з однодумцями впорядковують кладовище.
Про Володимира Мармуса та членів Росохацької підпільної організації Харківською правозахисною групою видана книжка «Юнаки з огненної печі», відзнято документальні фільми «Прапори» (2018) та «Росохацька група»(2023).
26 січня 2012 року на фасаді Чортківського гуманітарно-педагогічного фахового коледжу імені Олександра Барвінського відкрито меморіальну таблицю з написом: «На цьому будинку Чортківського педагогічного училища в ніч з 21 на 22 січня 1973 року члени Росохацької патріотичної організації (Вітів П.І., Винничук П.М., Кравець А.М., Лисий М.С., Мармус М.В., Сапеляк С.Є., Слободян М.В.) під керівництвом Володимира Мармуса встановили національний прапор України і політичні прокламації до 55-х роковин проголошення незалежності УНР та в протест проти репресій комуністичної диктатури. Слава Україні! Героям Слава!».
3 вересня 2023 року на фасаді Росохацької гімназії, де навчалися члени патріотичної організації відкрили меморіальну дошку членам Росохацької групи. Відкрили пам’ятну дошку три учасники Росохацької групи — Володимир і Микола Мармуси та Петро Вітів.

### 75-річчя з дня народження
З нагоди 75-річчя з дня народження Володимира Мармуса відбулись урочисті заходи в Центрі культурних послуг ім. Катерини Рубчакової м. Чорткова та Центральній міській бібліотеці м. Тернополя.

## Доробок
Автор публіцистичних книг «Друже зверхнику» (2001, у співавторстві), книги спогадів «Доля обрала нас» (2004), «Село Росохач в контексті історії України»(2023).

## Нагороди
- орден «За мужність» I ступеня (18 серпня 2006) — за громадянську мужність, виявлену при піднятті національного прапору України у місті Києві у 1966 році та місті Чорткові Тернопільської області у 1973 році, активну участь у національно-визвольному русі[27];
- ювілейна медаль «20 років незалежності України» (27 січня 2012) — за вагомі особисті заслуги у державотворчій, соціально-економічній, культурно-освітній діяльності, сумлінне і бездоганне служіння Українському народові та з нагоди Дня Соборності та Свободи України[28];
- почесний громадянин міста Чорткова (26 червня 2019)[29]
- орден «За заслуги перед громадою» (2024, м. Чортків)[30][31]